# For Better, for Worse
For Better, for Worse è un film muto del 1919 diretto da Cecil B. DeMille e interpretato da Gloria Swanson.

## Trama
Due amici amano entrambi la stessa donna: mentre Richard si arruola nell'esercito, Edward, che è medico, si dedica alla cura e alla riabilitazione dei bambini deformi. La ragazza contesa, Sylvia Norcross, credendo che Edward sia un vigliacco, sposa Richard. In guerra, il giovane viene dato per disperso e creduto morto da tutti. Sylvia e il medico stanno per sposarsi, quando all'improvviso, torna il marito dalla guerra: l'uomo è sfregiato e mutilato.

## Produzione
Il film fu prodotto dalla Famous Players-Lasky Corporation.

## Distribuzione
Distribuito dalla Famous Players-Lasky Corporation e dalla Paramount Pictures, il film uscì nelle sale cinematografiche statunitensi il 27 aprile 1919.
Copia della pellicola viene conservata negli archivi dell'International Museum of Photography and Film at George Eastman House.
Il film viene citato in Cecil B. DeMille: American Epic, documentario televisivo del 2004 di Kevin Brownlow.